# هانا فرگوسن
هانا فرگوسن (به انگلیسی: Hannah Ferguson) مدل آمریکایی است.